# しーちゃんのごちそう
『しーちゃんのごちそう』は、たかなししずえによる漫画作品。コンビニコミック『みんなの食卓』（少年画報社）や『思い出食堂』（少年画報社）にて連載されている。たかなしの作品『しーちゃんとねこ』や『しーちゃんの青春ごはん』に登場するしーちゃんと、昭和のグルメについて描いた自伝的な作品。昭和30年代の千葉県鴨川市を舞台にしている。

## あらすじ
時は昭和。千葉県房総で暮らす女の子・しーちゃんは商店を営む両親から愛情を受けて育っている。彼女の家庭では毎日おいしい家庭料理が食卓に並び、しーちゃんと両親、飼い猫のチコや地元の人達やしーちゃんの友人たちとの明るく温かい日常を描く。

## 登場人物
しーちゃん
声 - 引坂理絵
本作の主人公。小学生。明るい性格で、食べることが大好きな女の子。両親が40代の頃に授かった子供らしく、周りの友達の親たちよりも高齢なためかお弁当のおかずが地味だったことにコンプレックスを抱くこともあったが、後に反省している。店の手伝いもしている。9巻から塾に通っている。
長七
声 - 利根健太郎
しーちゃんの父親。しーちゃんやお母ちゃんからは「お父ちゃん」と呼ばれている。魚屋のおじさんからは「長さん」と呼ばれている。雑貨店｢高梨商店」を営む。優しい性格で、戦前生まれで昭和の父親にしては珍しく家事が得意。しーちゃんは遅くに授かった子供ということもあり、溺愛している。昔漁師をしていたことがあり魚の種類に詳しい。
花
声 - 高橋里枝
しーちゃんの母親。しーちゃんやお父ちゃんからは「お母ちゃん」とよばれている。近所の奥さん達からは「お花さん」と呼ばれている。しーちゃんのお父さんと共に「高梨商店」を営む。普段は割烹着を着ていることが多い。料理と裁縫が得意。
チコ
しーちゃんの家で飼われている猫。かつおぶしが好物。
よねこ
高梨商店の近くで豆腐店を営む女性。しーちゃん一家とは仲が良く、頻繁に高梨商店に訪れる。しーちゃんからは「とーふのばあ」と呼ばれている。
さなえちゃん
しーちゃんの同級生。会社社長の娘で裕福な家庭で暮らしている。
まさこ
しーちゃんの同級生。母が亡くなり漁師をしている父と二人で暮らしている。友達からまあちゃんと呼ばれている。
まこちゃん
声 - 綾瀬みゆう
しーちゃんの同級生。写真館の娘。

## 書誌情報

### 単行本
- たかなししずえ『しーちゃんのごちそう』少年画報社〈思い出食堂コミックス〉、既刊10巻（2025年2月25日現在）
  1. 2017年4月24日発売[6]、ISBN 978-4-7859-6002-5
  2. 2018年1月9日発売[1][7]、ISBN 978-4-7859-6143-5
  3. 2018年5月14日発売[8]、ISBN 978-4-7859-6208-1
  4. 2018年12月10日発売[9]、ISBN 978-4-7859-6352-1
  5. 2019年6月24日発売[10]、ISBN 978-4-7859-6457-3
  6. 2020年2月17日発売[11]、ISBN 978-4-7859-6606-5
  7. 2020年9月28日発売[12]、ISBN 978-4-7859-6758-1
  8. 2021年11月15日発売[13]、ISBN 978-4-7859-7030-7
  9. 2023年8月16日発売[14]、ISBN 978-4-7859-7460-2
  10. 2025年2月25日発売[15]、ISBN 978-4-7859-7879-2

### 関連書籍
- 思い出食堂特別編集『LoveLove しーちゃんのごちそう だいすき！を伝える味』少年画報社、2017年4月24日発売[16]、ISBN 978-4-7859-7067-3

## アニメ化
ジャストコーズプロダクションの制作によるCGアニメ化を目指し、2021年11月より制作費の出資を募るクラウドファンディングが行われた。その後、2022年11月28日付で『思い出食堂』公式YouTubeチャンネルでアニメ化された。

### 各話リスト
| 一品目 | 「お子様ランチ」         | 2022年 11月28日 |
| 二品目 | 「ホタテの炊き込みご飯」 | 2023年 12月8日  |